# Raphaël Ibañez
Vous lisez un « bon article » labellisé en 2016.
Pour les articles homonymes, voir Ibáñez.

a Compétitions nationales et continentales officielles uniquement.

b Matchs officiels uniquement.
Dernière mise à jour le 19 juillet 2016.
Raphaël Ibañez, né le 17 février 1973 à Dax, est un joueur de rugby à XV international français évoluant au poste de talonneur. Il commence sa carrière à l'US Dax qu'il quitte en 1998, joue dans deux autres clubs français, l'USA Perpignan et le Castres olympique. Puis il rejoint le club anglais des Saracens avant de terminer son parcours en club aux London Wasps.
En seize ans au plus haut niveau, Raphaël Ibañez a inscrit à son palmarès une coupe d'Europe en 2007 et un titre de champion d'Angleterre en 2008. Il remporte également la coupe anglo-galloise en 2006 ainsi que le bouclier européen en 2003. En équipe de France, il remporte deux Grands Chelems (1998 et 2002), participe à la finale de la Coupe du monde en 1999, compétition qu'il dispute à deux autres reprises, en 2003 et 2007. Raphaël Ibañez est le troisième joueur le plus capé de l'histoire du rugby à XV français derrière Philippe Sella et Fabien Pelous ; il compte 98 sélections dont 41 capitanats.
À l'issue de sa retraite sportive, il est consultant sportif pour la télévision. De 2012 à 2017, il est manager de l'Union Bordeaux Bègles, qui évolue en Top 14. Depuis novembre 2019, il est manager général de l'équipe de France et accompagne ainsi le nouveau sélectionneur Fabien Galthié.

## Carrière sportive

### Jeunesse

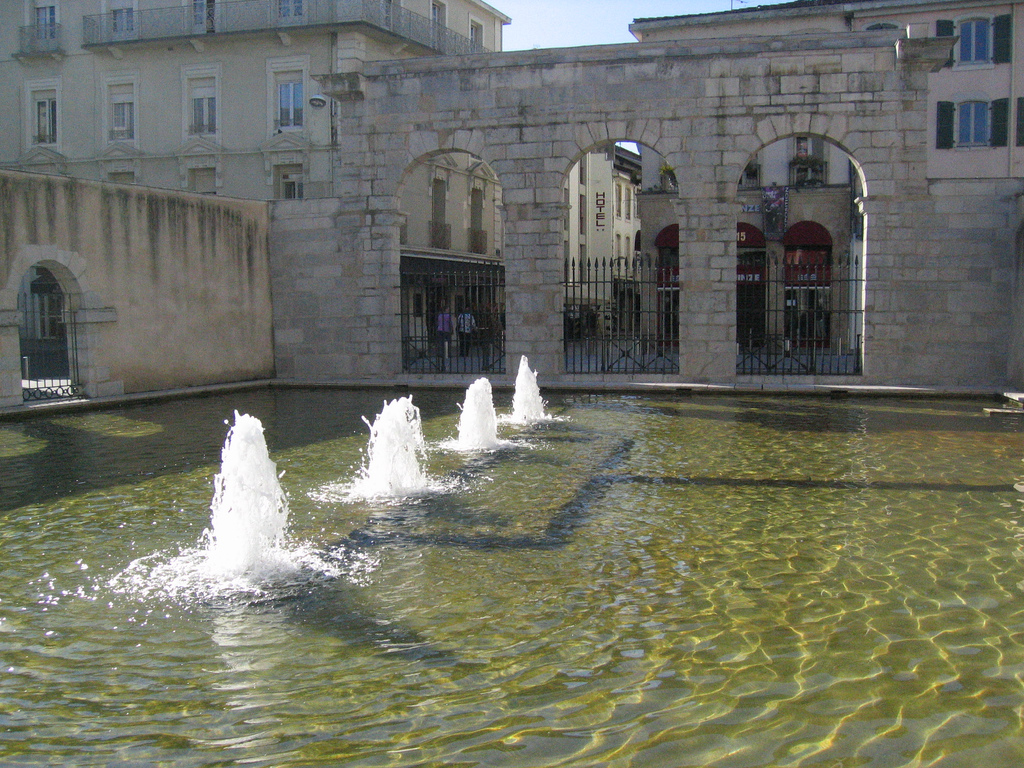
La Fontaine chaude au centre-ville de Dax, ville thermale.

Raphaël Ibañez naît le 17 février 1973 à Dax dans les Landes. Si son grand-père paternel émigre d'Espagne en France,, la famille de son père Jacques est originaire d'Orthez puis s'implante à Dax, Raphaël grandit chez ses parents à Saugnac-et-Cambran,. Son père est un joueur de rugby à XV au poste de talonneur de l'US Dax ; pendant sa carrière, il obtient plusieurs sélections en équipe de France B, réserve de l'équipe nationale. Il est en effet barré par la concurrence d'Alain Paco. Il devient ensuite entraîneur du club de Dax. Par ailleurs, il exerce la profession d'employé municipal ; la mère de Raphaël, Janine, travaille dans un salon de coiffure.
Lors de sa jeunesse, Raphaël Ibañez se rend régulièrement chez ses grands-parents à Mouscardès ; c'est dans ce village landais que naît sa passion de la course landaise, plus particulièrement pour les écarteurs.
Raphaël Ibañez commence le sport par le basket-ball qu'il pratique depuis l'âge de 8 ans, d'abord à l'école primaire de Saugnac-et-Cambran, puis dans le club de son village. Meneur de jeu, il est appelé à de nombreuses reprises pour jouer dans diverses sélections de jeunes, la plus notable étant l'équipe d'Aquitaine en catégorie cadet ; il est capitaine de la sélection départementale, puis de la sélection régionale aquitaine. Lorsqu'il intègre le lycée de Borda de Dax, il commence le rugby à XV, à un âge avancé puisqu'il joue son premier match à l'âge de 17 ans, et prend sa licence en 1990,, avec l'équipe cadette des Genêts, rassemblant les joueurs de son lycée, où il côtoie entre autres Richard Dourthe ; il évolue toujours l'année suivante avec l'équipe scolaire, cette fois en catégorie junior.
Raphaël Ibañez débute au rugby à XV comme troisième ligne centre, joue troisième ligne aile avant de se fixer au poste de talonneur,,.

### Carrière de joueur de rugby à XV

#### Premiers pas à Dax et avec l'équipe de France

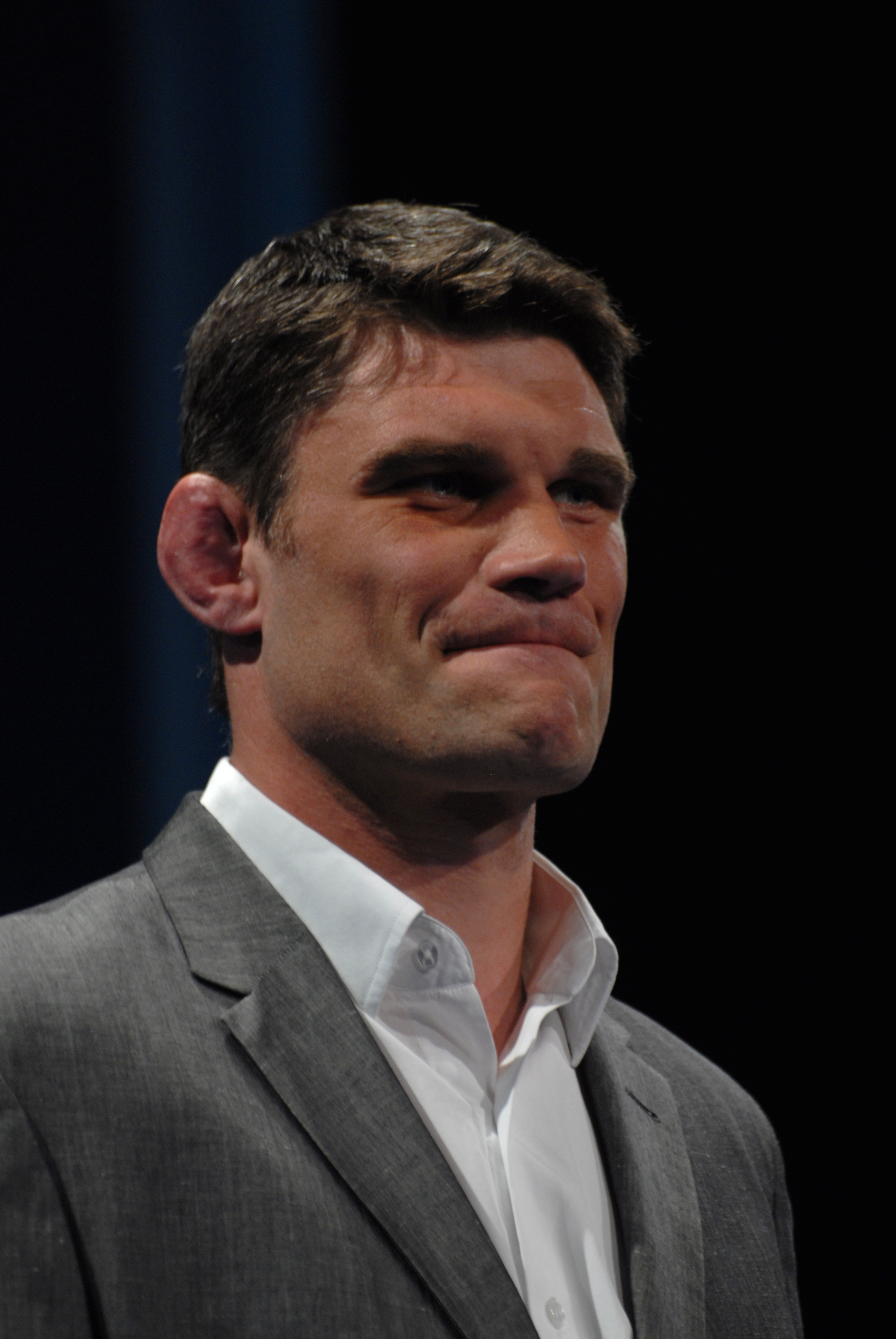
Fabien Pelous joue en club avec Raphaël Ibañez de 1995 à 1997 et en équipe de France de 1996 à 2007.

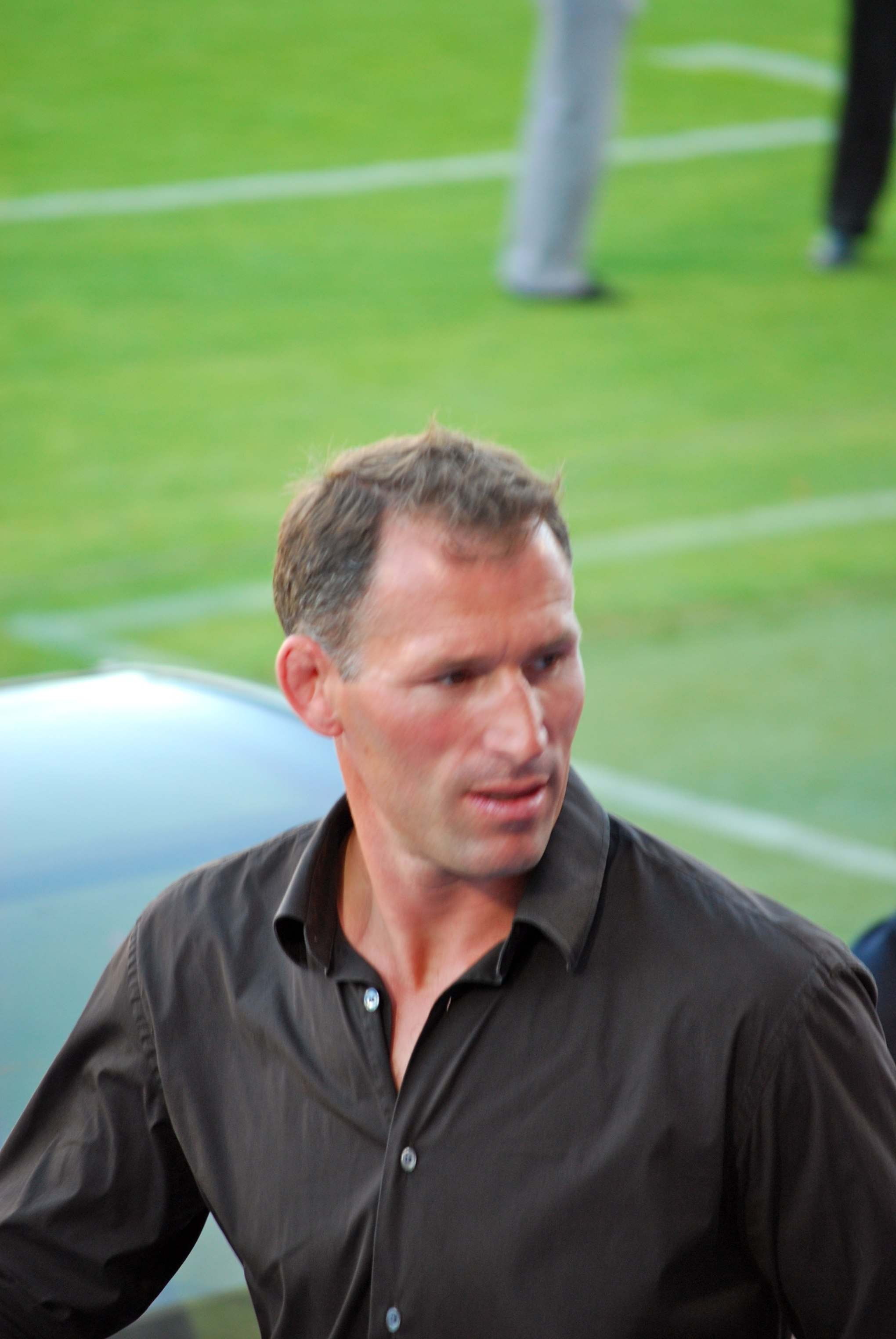
Olivier Magne joue en club avec Raphaël Ibañez de 1993 à 1997 et en équipe de France de 1997 à 2007.

En parallèle de ses années au lycée dacquois, il accompagne ses camarades de classe chez les juniors du club de la ville, l'US Dax. Alors qu'il s'impose très rapidement sur le terrain, il connaît en 1991, soit lors de sa deuxième année au club, sa première sélection sous le maillot national, tout d'abord avec l'équipe de France scolaire.
Ibañez connaît ensuite des sélections en équipe de France de moins de 18 ans. Il est retenu le 14 mars 1992 pour un premier match amical contre le pays de Galles disputé dans sa ville natale. Quelques mois plus tard, il est sacré champion du monde junior  lors de l'édition jouée en Espagne ; il est capitaine de l'équipe de France des moins de 19 ans à cette occasion,,. Entre-temps, il s'incline en demi-finale du championnat de France catégorie Reichel contre l'USA Perpignan.
Raphaël Ibañez, surnommé « Rapha » par ses coéquipiers, joue son premier match avec l'équipe première de l'US Dax en 1993, quelques mois après avoir remporté le titre de champion de France en catégorie Reichel au terme de la saison 1992-1993 sous la direction de son père qui officie comme entraîneur, associé à Jean-Philippe Coyola ; d'autres futurs internationaux dacquois sont dans l'équipe : Richard Dourthe, Pascal Giordani et Olivier Magne. La finale est remportée aux dépens du FC Grenoble,. Avec l'équipe première, où figurent également les avants Laurent Rodriguez et Fabien Pelous, il dispute le 22 mai sa première demi-finale dans le cadre du championnat de France 1993-1994 ; Dax s'incline 25 à 30 face au Stade toulousain au Parc Lescure de Bordeaux,,. Pendant la semaine, Ibañez étudie à l'UEREPS de Bordeaux ; il y dispute le championnat de France universitaire et connaît quelques sélections en équipe de France universitaire.
La saison suivante, l'USD est arrêtée au niveau des quarts de finale du championnat par le RC Toulon sur le score de 8-23,,, et au même stade en challenge Yves du Manoir.
Le 7 novembre 1995, Ibañez est l'un des joueurs de la sélection du comité Côte basque-Landes qui dispute à Bayonne un match de gala face aux All Blacks, en tournée en France, pour célébrer le 1000e match de ces derniers, qui l'emportent 20-47.
L'US Dax se qualifie pour les phases finales du championnat 1995-1996 seulement à l'issue de la dernière journée grâce à un match nul chez le FCS Rumilly obtenu grâce à un drop de dernière minute de Richard Dourthe. Ibañez et les Dacquois retrouvent à nouveau le Stade toulousain en demi-finale à Bordeaux, après avoir successivement écarté le FC Lourdes, le FC Grenoble et le RC Toulon ; l'issue de cette réédition de la demi-finale de 1994 se conclut une nouvelle fois à l'avantage des Hauts-Garonnais. Cette demi-finale permet une qualification pour la Coupe d'Europe pour Raphaël Ibañez. Jacques Ibañez entraîne alors les avants de Dax.
En parallèle, Raphaël Ibañez remporte avec l'équipe de France universitaire le titre du champion du monde universitaire en Afrique du Sud 1996,, il en est le capitaine,,.
Le talonneur dacquois est capitaine du club jusqu'à la saison 1995-1996, à l'issue de laquelle il passe le relais à Fabien Pelous.
Ibañez reçoit sa première cape à l'âge de 23 ans le 16 mars 1996,. Il est retenu pour affronter le pays de Galles.
L'US Dax et Ibañez disputent leur première compétition européenne en 1996-1997, pour la deuxième édition de la Coupe d'Europe. Qualifiés pour les phases finales, ils rencontrent une nouvelle fois le Stade toulousain en quart de finale, et s'inclinent sur le score de 18-26 sur leur stade Maurice-Boyau. Les Landais avaient déjà concédé au match aller du championnat une défaite à domicile contre les rouge et noir ; ils prennent leur revanche au stade des Sept-Deniers, avec notamment un essai du talonneur dacquois. À la fin de la saison, éliminés par l'AS montferrandaise en quart de finale du championnat, ils ne renouvellent pas la qualification pour la participation en coupe d'Europe pour la saison suivante.
Raphaël Ibañez obtient le brassard de capitaine du XV de France pour la première fois le 7 février 1998, lors de la réception de l'Angleterre dans le cadre du Tournoi des Cinq Nations 1998, alors qu'il ne comptabilise que six sélections nationales dont quatre en tant que remplaçant. Il est nommé capitaine au lendemain du « désastre » de novembre 1997 face aux Springboks (défaite 10 à 52), alors qu'il inscrit le seul essai français.
La France remporte le Grand Chelem et gagne huit matchs consécutifs pour les débuts du capitanat de Raphaël Ibañez,.
En parallèle, disputant en club le challenge européen pour la saison 1997-1998, Ibañez ne dispute pas les phases finales. Les Dacquois manquent leurs objectifs en championnat et sont éliminés à l'issue des phases de poule

#### Passages à Perpignan puis Castres
Le talonneur quitte son club formateur en 1998 pour rejoindre l'USA Perpignan ; il était déjà sollicité depuis quelques saisons, mais il a fait avec l'US Dax des efforts financiers pour disputer quelques années supplémentaires au sein du club rouge et blanc, alors que les salaires des joueurs du championnat français sont en pleine inflation depuis la récente professionnalisation du sport. Il rejoint le club catalan après la tournée du mois de juin de l'équipe de France en Argentine et aux Fidji. Pour sa première année chez les sang et or, le club compte beaucoup de blessés ; Ibañez risque de voir sa participation à la Coupe d'Europe limitée en raison d'une blessure au mollet. Il joue son premier match sous le maillot sang et or lors du match de phase de poules contre les Neath-Swansea Ospreys. Il ne participe pas à la demi-finale contre l'US Colomiers, perdue sur le score de 10-6,. En championnat, l'USAP s'incline à domicile 16-17 contre Castres lors de la dernière journée de la deuxième phase et les coéquipiers de Raphaël Ibañez ne se qualifient pas pour les quarts de finale du championnat. À l'issue de la saison, Ibañez est invité pour disputer une rencontre sous le maillot des Barbarians, le 23 mai contre les Leicester Tigers,.
Lors de la tournée de juin 1999, la France est mise en difficulté par la Nouvelle-Zélande qui s'impose 54-7, le rôle de Raphaël Ibañez est renforcé.
Raphaël Ibañez dispute sa première Coupe du monde en 1999, pour laquelle il est toujours le capitaine de l'équipe de France,. La France gagne la première rencontre de poule contre le Canada avec un bon match de la première ligne,. L'équipe de Raphaël Ibañez gagne les trois matchs de poule et termine première de son groupe. La France ne convainc pas mais parvient en demi-finale : « Nous avons toujours ces problèmes de concentration et de continuité dans la performance. On arrive toujours à se faire peur. On est une équipe sympathique : on sait faire plaisir à tout le monde. Depuis le début de la Coupe du monde, on a fait plaisir aux Canadiens, aux Namibiens, aux Fidjiens et finalement aux Argentins. Mais l'essentiel, c'est que l'on arrive aussi à se faire plaisir nous-mêmes ». En demi-finale, les All Blacks sont opposés à la France et malgré deux essais de leur joueur vedette Jonah Lomu, ils s'inclinent 43-31. La France est menée 24-10 au début de la deuxième période. Les partenaires de Raphaël Ibañez marquent trois essais, trente-trois points contre sept aux All Blacks en seconde mi-temps.
La France perd en finale sur le score de 35-12 contre les Wallabies,.
Pour l'année 2000, Bernard Laporte lui retire le brassard de capitaine de l'équipe nationale, au profit de son ancien coéquipier à Dax Fabien Pelous,. Raphaël Ibañez connaît des années plus difficiles avec la concurrence de Marc Dal Maso. Bernard Laporte semble se méfier de lui mais Raphaël Ibañez finit par convaincre le sélectionneur. Quelques jours après le Tournoi, Ibañez et l'USA Perpignan sont éliminés du challenge européen au stade des quarts de finale par le Castres olympique. En championnat, après avoir franchi les matchs de barrage, ils sont écartés par le Stade français Paris, futur champion, en quart de finale.
Après une fin de seconde saison compliquée en Catalogne où il montre des signes de fatigue, il signe en 2000 avec le Castres olympique ; il privilégie le club tarnais pour sa participation à la coupe d'Europe de rugby à XV plutôt que les offres de l'AS montferrandaise et des Northampton Saints, ainsi que celle de l'US Dax. Les Tarnais sont éliminés dès l'issue de la phase de poule de l'édition 2000-2001, alors qu'Ibañez manque la majorité des rencontres européennes ; il obtient par la suite le brassard de capitaine du club. Si sa prestation se fait remarquer pendant la demi-finale du championnat contre le Stade toulousain, son équipe est néanmoins éliminée à ce stade.
Ils réalisent une meilleure performance pour la coupe d'Europe 2001-2002 et disputent au stade de la Méditerranée la demi-finale contre le Munster Rugby, concédée sur le score de 17-25. Raphaël Ibañez est indisponible pendant plus de deux mois pour une blessure à la cheville contractée en septembre.
La saison suivante, les Castrais disputent le challenge européen 2002-2003, n'ayant pas décroché de place pour la coupe d'Europe en championnat. Ils sont dès le premier tour éliminés en seizième de finale aller-retour par le Benetton Trévise, et ainsi reversés en bouclier européen. Ils remportent néanmoins cette compétition, s'imposant en finale contre le Caerphilly RFC. Ibañez ne dispute pas cette finale contre les Gallois,. En parallèle, le club castrais et son capitaine évoluent en fin de championnat en poule de maintien pour éviter la relégation.

#### Première retraite internationale et départ en Angleterre

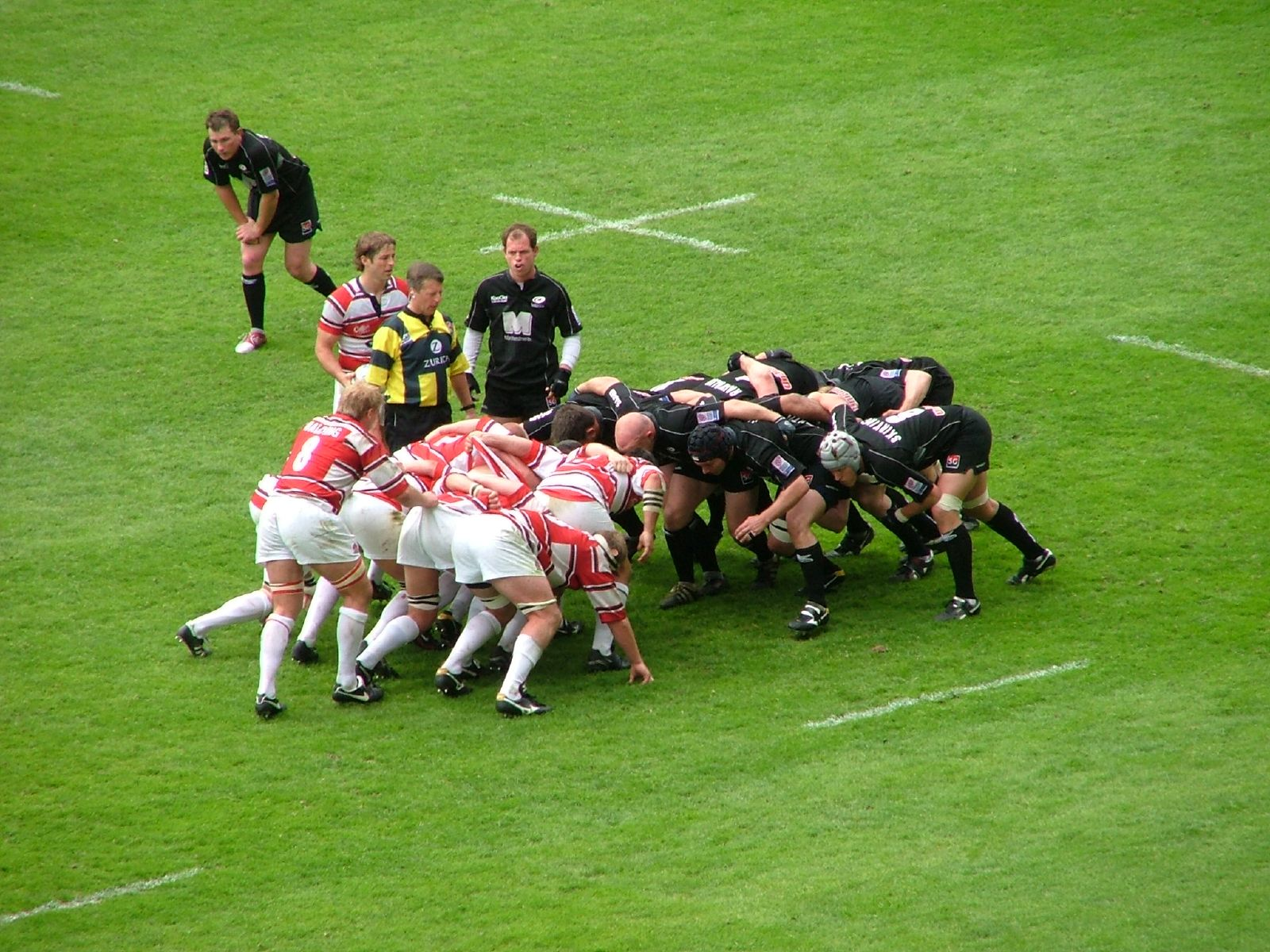
La mêlée des Saracens, ici en mai 2005, accueille Raphaël Ibañez pendant deux saisons.

À l'aube de la Coupe du monde 2003, Ibañez s'expatrie à Londres, signant un contrat pour le club anglais des Saracens, où il rejoint un autre Landais en la personne de Thomas Castaignède. Le transfert du talonneur international français était aussi disputé par Gloucester,.
Lors de la Coupe du monde 2003, la France et Raphaël Ibañez gagnent facilement les rencontres de poule, le talonneur landais dispute trois des quatre rencontres. Lors du premier match contre les Fidji, Raphaël Ibañez et ses coéquipiers parviennent à l'emporter largement avec sept essais marqués par les « Bleus » dont un du talonneur. Les ambitions de Raphaël Ibañez et ses partenaires sont stoppées par une défaite en demi-finale contre l'Angleterre 24-7.
Ibañez annonce sa retraite internationale à l'issue de la coupe du monde. Il joue sa première rencontre avec les Sarries contre Bath en tant que titulaire le 27 décembre 2003.
L'entraîneur des Saracens Steve Diamond préfère généralement titulariser Matt Cairns plutôt que la recrue française ; ce dernier ne totalise ainsi qu'une trentaine d'apparitions en deux saisons. Lors de la première année d'Ibañez en Angleterre, le club des Saracens termine à la dixième place. S'il est malgré tout plus souvent titularisé pour sa seconde saison, en raison de l'arrivée imminente du talonneur international irlandais Shane Byrne, les instances du club anglais et Ibañez s'entendent pour une rupture de contrat à l'amiable effective à la fin de la saison,.

#### Titres avec les Wasps

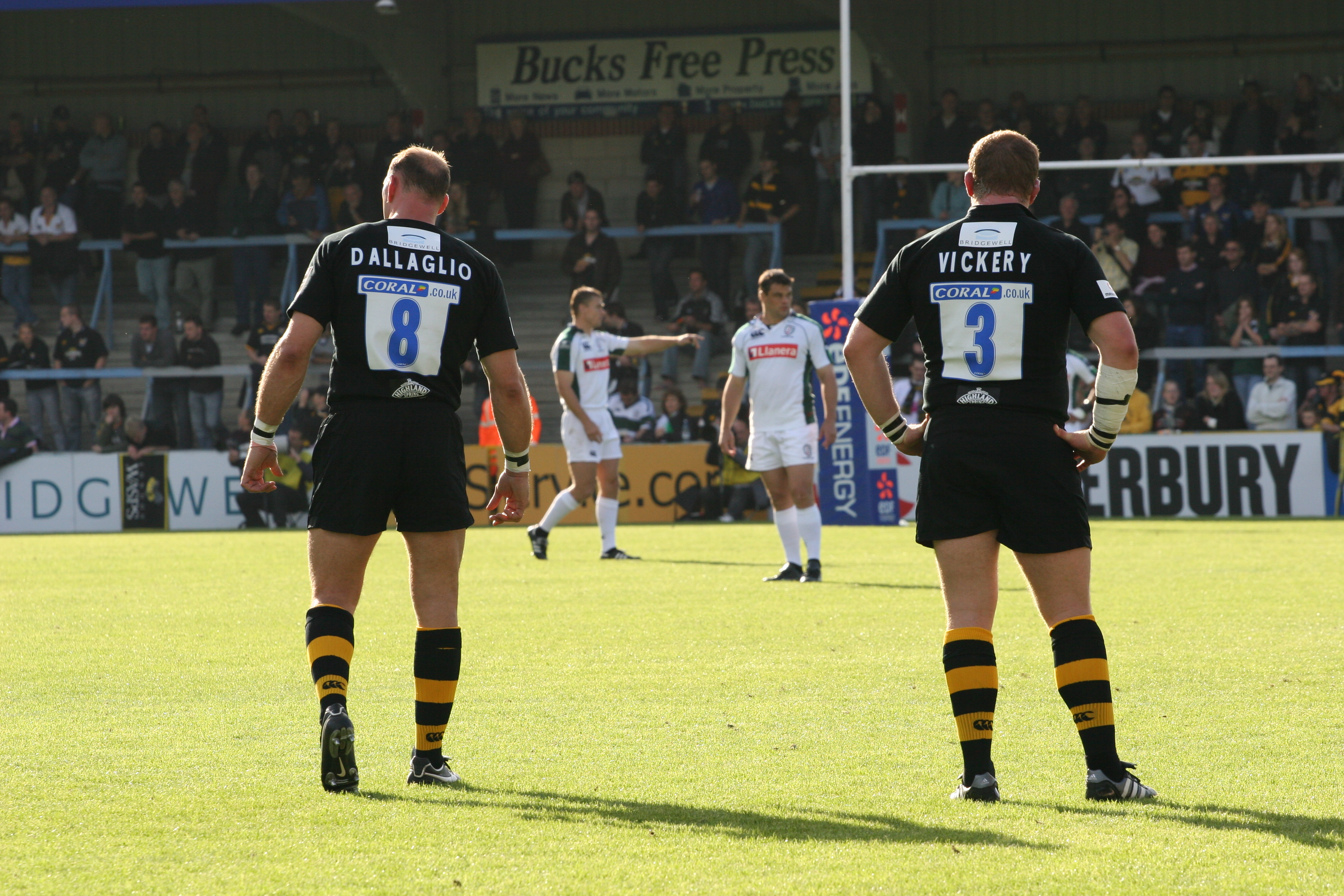
Phil Vickery et Lawrence Dallaglio en 2006, partenaires de Raphaël Ibañez chez les Wasps.
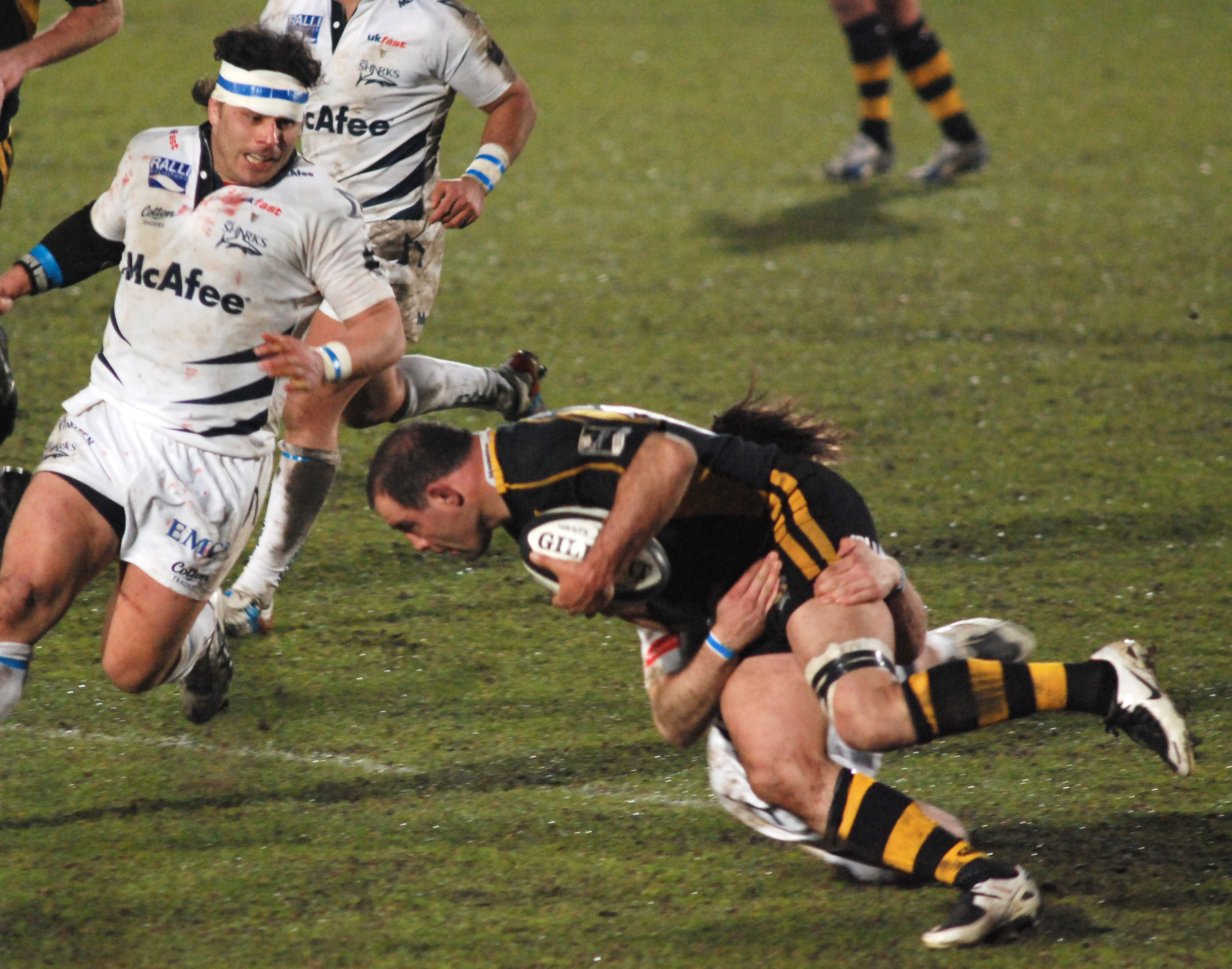
Raphaël Ibañez en club en avril 2008 avec les Wasps contre Sale.
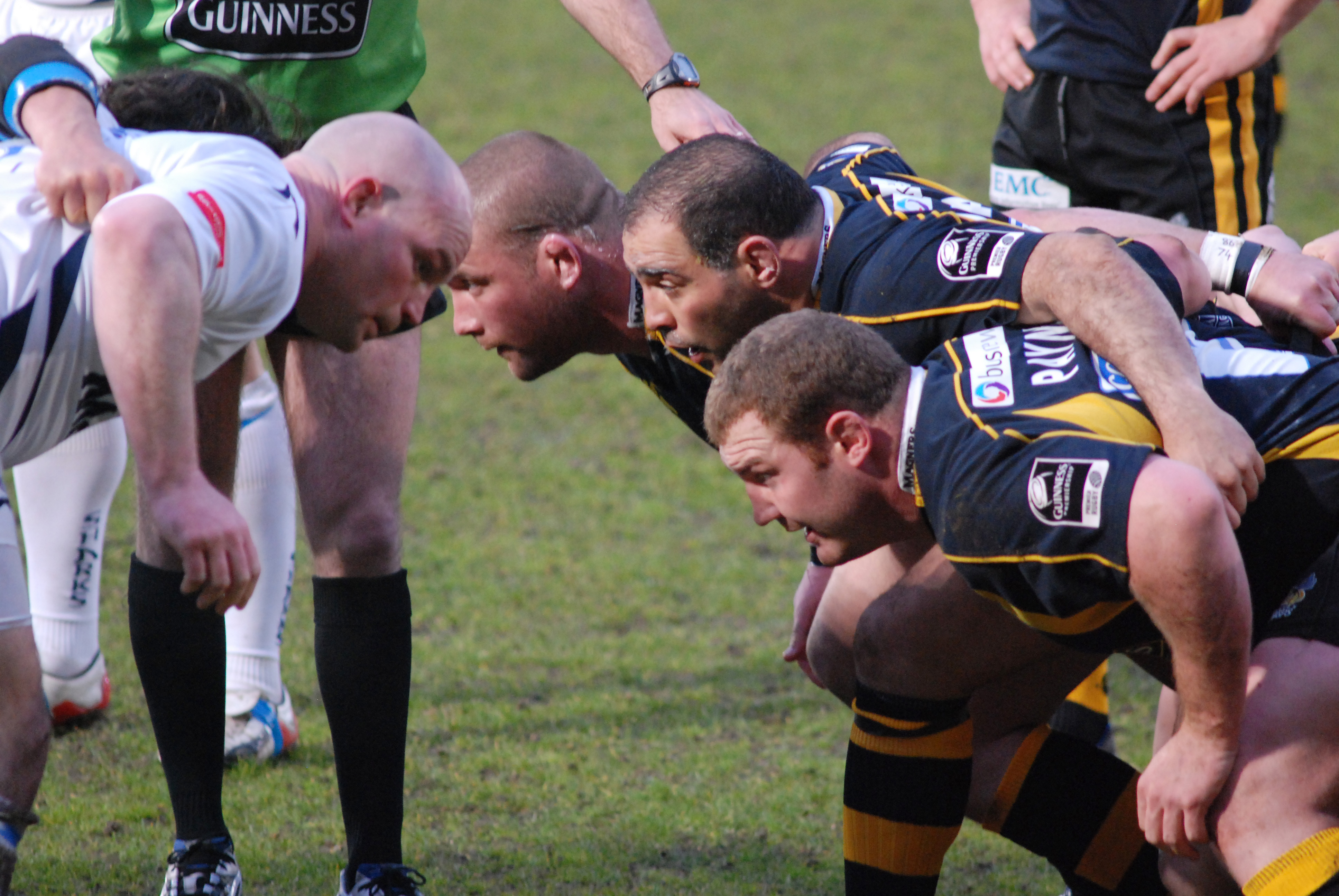
Raphaël Ibañez à la tête de la première ligne en avril 2008 avec les Wasps contre Sale.

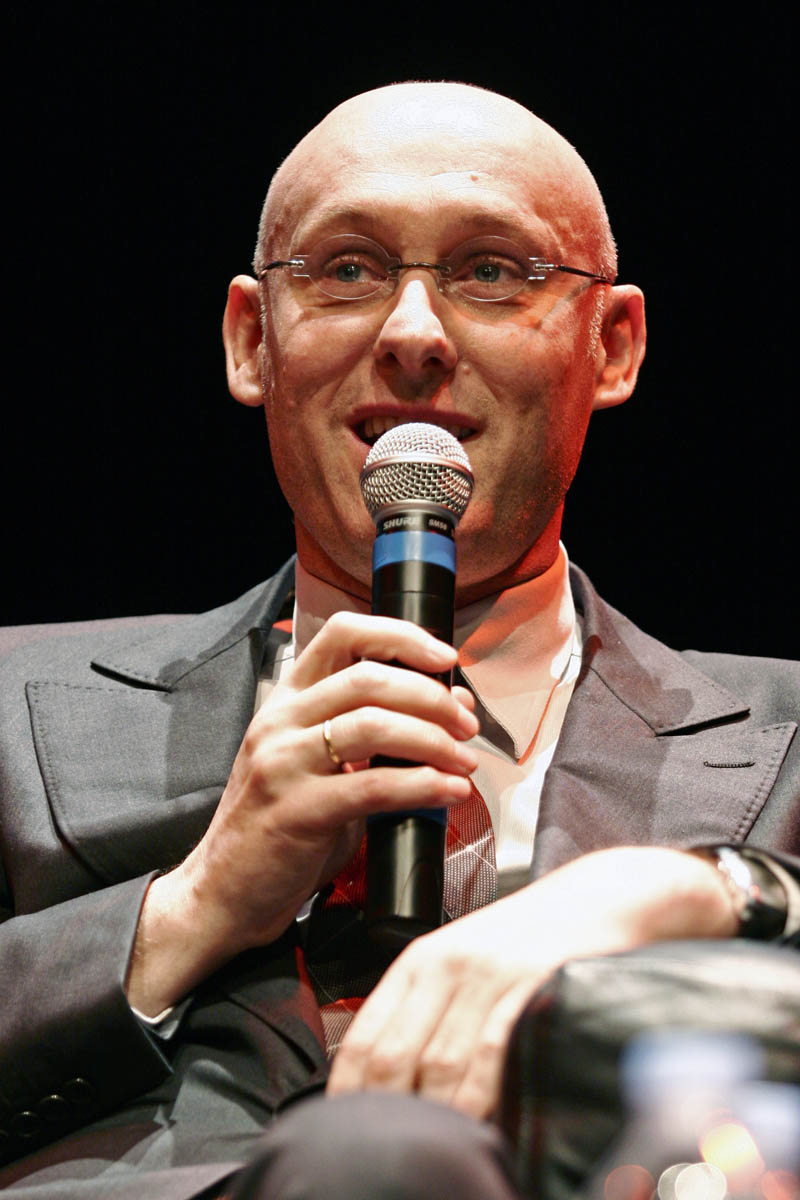
Bernard Laporte est le sélectionneur de l'équipe de France de 1999 à 2007.

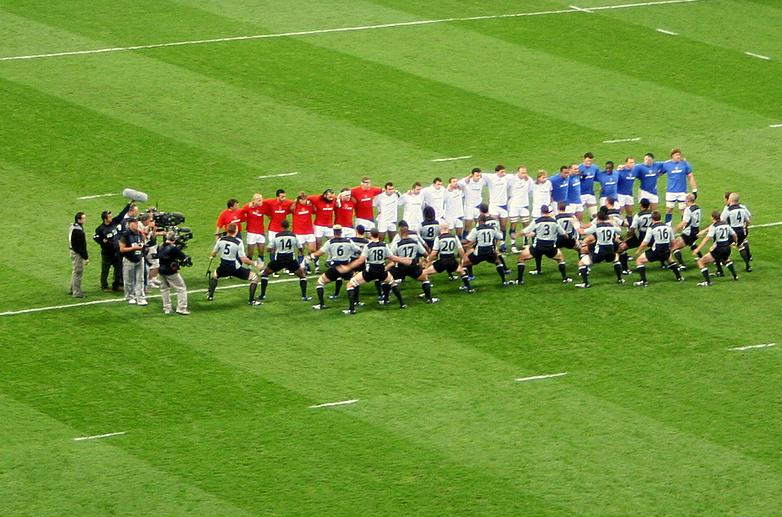
Quart de finale France - Nouvelle-Zélande en 2007.

En 2005, il rejoint un autre club de la capitale britannique, les London Wasps qui sont alors dirigés par Ian McGeechan ; il est alors le premier international français à évoluer dans l'effectif des noir et jaune anglais. Les London Wasps commencent la saison 2005-2006 avec l'objectif de conserver leur titre de champion d'Angleterre. En Coupe d'Europe, le club londonien est éliminé dès la phase de poules barré par le Stade toulousain, champion sortant, malgré un essai de Raphaël Ibañez marqué à Toulouse. Cette élimination précoce contraint Lawrence Dallaglio et ses coéquipiers à se concentrer sur les compétitions nationales. Le club termine la phase régulière du championnat à la quatrième place ce qui lui ouvre les portes des play-off. En demi-finale, les Wasps affrontent Sale, leader de la phase régulière. Le club de Raphaël Ibañez est battu 22-12 par les partenaires de Jason Robinson et Charlie Hodgson et voit ses prétentions d'un quatrième titre consécutif s'évanouir,. Néanmoins, la saison n'est pas vierge de titre puisqu'au mois d'avril, le club londonien remporte la première édition de la Coupe anglo-galloise en battant les Llanelli Scarlets 26-10 en finale ; Raphaël Ibañez est titulaire au poste de talonneur lors de la finale,.
Le 28 mai 2006, le talonneur des Wasps est appelé pour la dixième et dernière fois de sa carrière à porter le maillot emblématique des Barbarians. Pour cette rencontre de gala disputée contre l'équipe nationale d'Angleterre, il est nommé capitaine de la sélection,.
Il revient sur sa décision prise deux ans auparavant et sort de sa retraite internationale en 2005. Lors de son absence c'est Fabien Pelous qui a le rôle de capitaine ; il récupère le brassard des Bleus lors de la tournée en Nouvelle-Zélande de novembre 2006, lors du deuxième test-match joué contre les All Blacks,.
Pour sa deuxième saison avec les London Wasps, Raphaël Ibañez et ses coéquipiers entament leur campagne européenne au sein d'un groupe constitué de deux clubs français, Castres et Perpignan, et du club italien de Trévise. Avec cinq victoires pour une défaite, ils terminent premiers de la poule et s'offrent un quart de finale à domicile après deux saisons sans phases finales européennes. Raphaël Ibañez a marqué un essai contre les Italiens de Trévise et disputé cinq des six rencontres comme titulaire. Le club londonien se défait du Leinster 35-13 en quart de finale puis écarte les Northampton Saints 30-13 en demi-finale. Lors de la dernière rencontre, Raphaël Ibañez et ses coéquipiers affrontent les Leicester Tigers le 21 mai 2007 au Stade de Twickenham devant une foule record de 81 076 spectateurs. Les Londoniens marquent deux essais à la suite de deux combinaisons sur lancer en touche de Raphaël Ibañez,, qui est à la conclusion d'un des deux mouvements ; les Wasps gagnent la rencontre 25-9,. En revanche, la même réussite n'est pas présente en championnat puisque les Wasps terminent à la cinquième place ratant d'un rien la qualification pour la phase finale.
Raphaël Ibañez dispute sa troisième Coupe du monde en 2007. Les partenaires de Raphaël Ibañez perdent le match d'ouverture contre les Argentins (17 à 12), au Stade de France, à la suite de la polémique liée à la lecture de la lettre de Guy Môquet, qui aurait déstabilisé les joueurs. Blessé au pharynx contre la Namibie (victoire 87 à 10), le talonneur passe vingt-quatre heures en observation dans un hôpital toulousain. La France se qualifie pour les phases finales, gagne contre la Nouvelle-Zélande (victoire 20 à 18), avant de s'incliner en demi-finale contre l'Angleterre (14 à 9) et pour la troisième place contre l'Argentine (34 à 10). Raphaël Ibañez a joué 292 minutes en six matchs.
En raison de sa participation à la Coupe du monde, Raphaël Ibañez manque le début de saison des Wasps, tout comme les nombreux internationaux du club qui, privé de tous ces joueurs retenus en sélection, fait un début de championnat moyen. Le club londonien est seulement dixième du classement à la fin du mois d'octobre. Raphaël Ibañez fait son retour dans l'équipe le 10 novembre 2007 pour le match contre le Munster en Coupe d'Europe où les Wasps sont dans une poule difficile avec le Munster, l'ASM Clermont et les Llanelli Scarlets comme adversaires. Le talonneur français dispute les six rencontres de poule comme titulaire, le club londonien est éliminé de la compétition. Puis Raphaël Ibañez joue en championnat le 5 janvier 2008 pour le match contre Leeds Carnegie. Raphaël Ibañez annonce qu'il met un terme à sa carrière internationale le 10 janvier, avant de prolonger d'une année son contrat avec les Wasps. Les Wasps redressent la barre en championnat et terminent deuxièmes de la phase régulière. En play-off, le club londonien rencontre Bath en demi-finale et s'impose 21 à 10. Les Leicester Tigers sont l'adversaire de la finale disputée le 31 mai 2008 au stade de Twickenham. Les coéquipiers de Raphaël Ibañez s'imposent 26 à 16, et permettent à Raphaël Ibañez de gagner un deuxième titre majeur en club dans sa carrière.
Pour la saison 2008-2009, il est nommé capitaine du club londonien après la retraite de Dallaglio. Il porte pour la première fois ce brassard pour un match amical contre son club formateur, joué à Dax. Entre le 14 août et le 23 novembre 2008, le talonneur des Wasps de Londres est victime de trois KO ; l'équipe médicale du club lui fait consulter un neurochirurgien qui le met en garde contre les éventuelles séquelles ; Raphaël Ibañez annonce le jour de ses 36 ans la fin de sa carrière, le 17 février 2009,,.

### Carrière de manager

#### Manager de l'Union Bordeaux Bègles

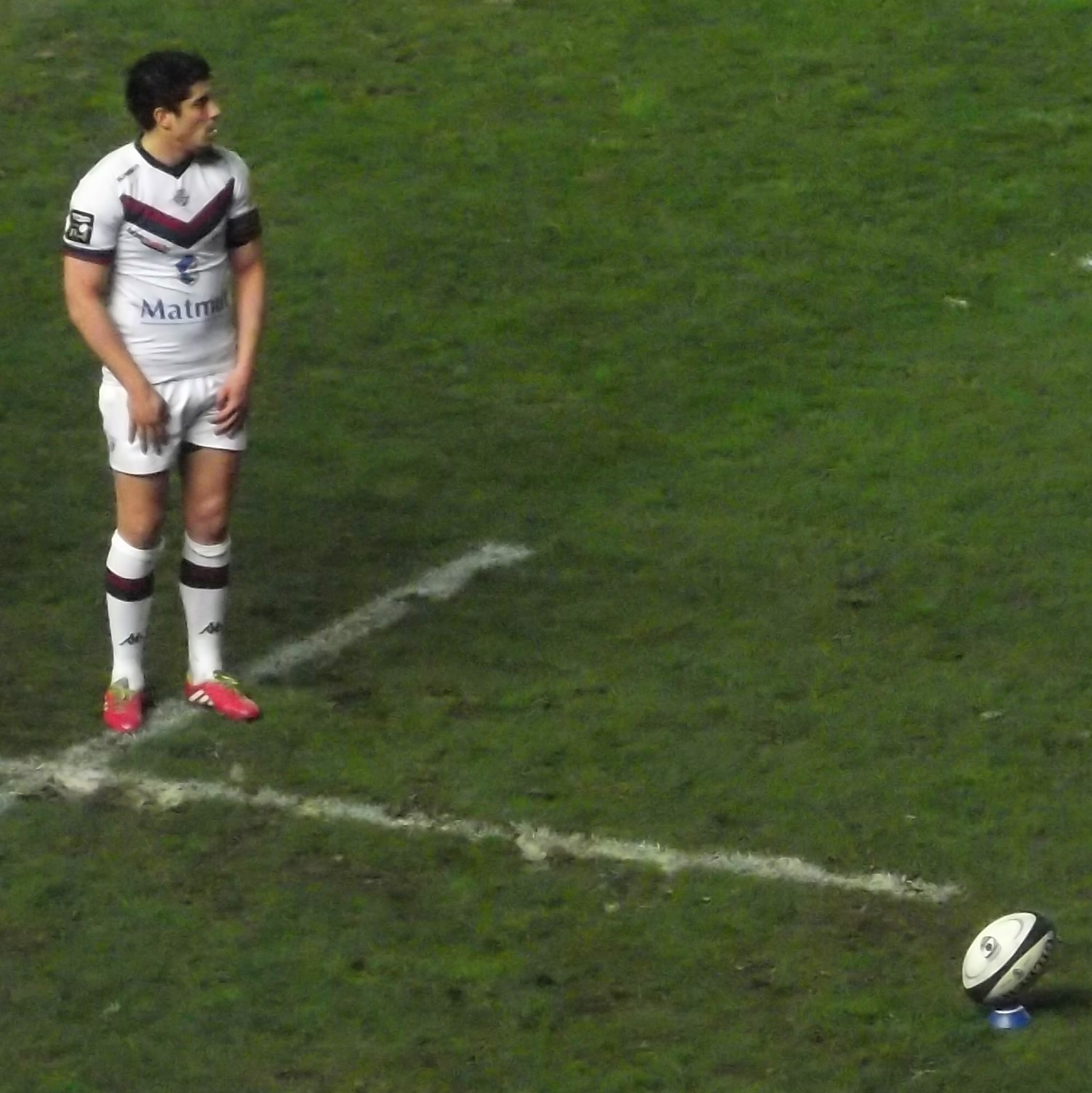
Pierre Bernard est demi d'ouverture de l'Union Bordeaux Bègles de 2013 à 2016.

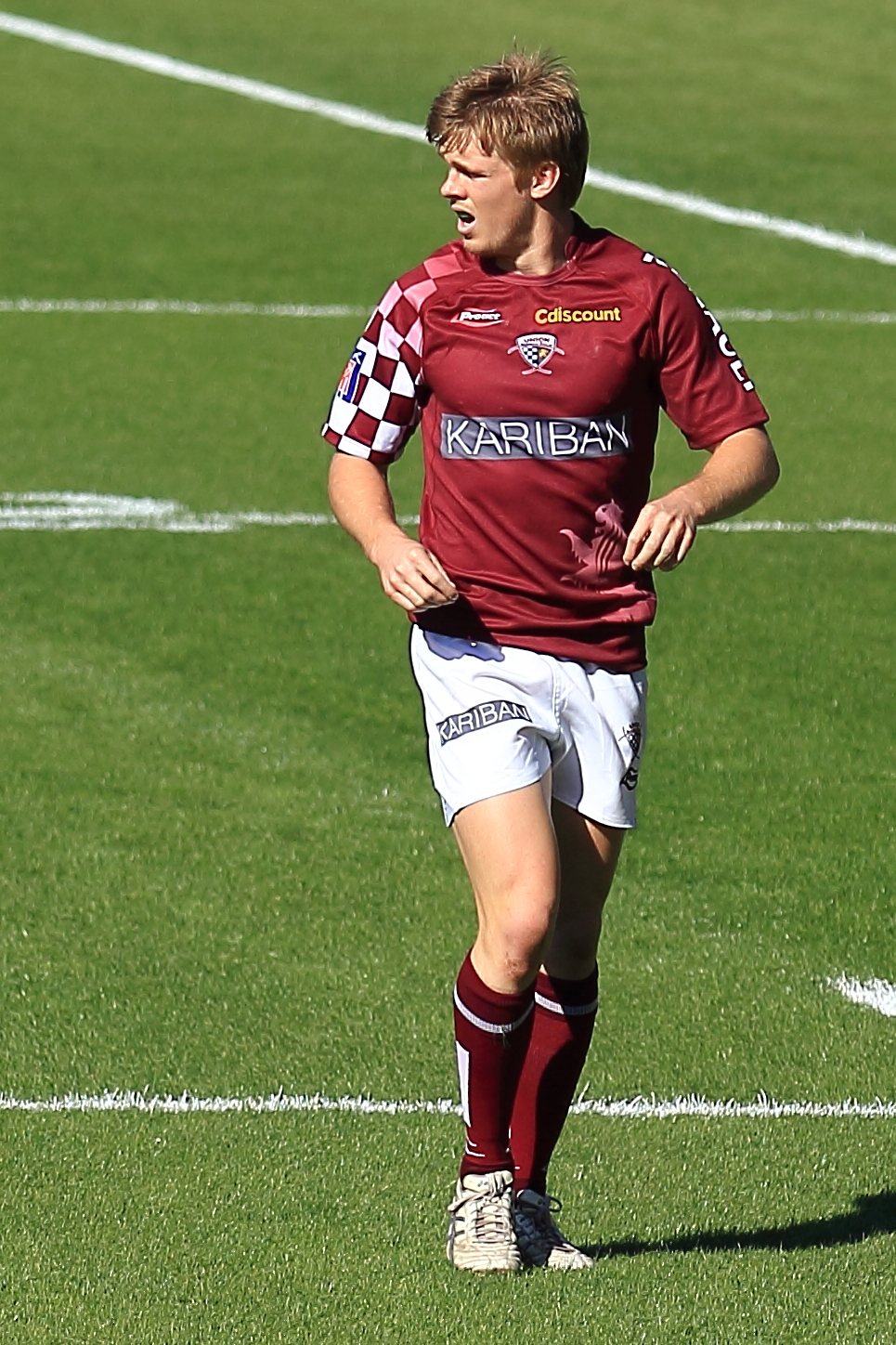
Blair Connor est un des joueurs de Raphaël Ibañez qui brille régulièrement.

Le 23 avril 2012, Ibañez est annoncé comme le manager de l'Union Bordeaux Bègles pour la saison 2012-2013 par Laurent Marti, alors que ses services étaient sollicités par de nombreux clubs depuis sa retraite de joueur. Le club de l'Union Bordeaux Bègles dispose d'un budget de 11,9 millions d'euros (treizième et avant-dernier budget de la saison 2012-2013) et termine huitième de la saison 2011-2012 alors qu'il est promu, sous les ordres de Marc Delpoux, dont le départ pour Perpignan est annoncé dès janvier 2012. Raphaël Ibañez est assisté de Régis Sonnes, chargé des avants, Vincent Etcheto, déjà présent la saison précédente, chargé des lignes arrières, et l'Anglais Joe Worsley, chargé de la défense.
Le début de saison 2012-2013 est très compliqué pour les troupes de Raphaël Ibañez avec une série de dix défaites en onze matchs entre le 22 septembre 2012 et le 25 janvier 2013 qui les condamne à végéter aux dernières places du classement. Alors qu'ils sont relégables, les Bordelais reçoivent le 9 février 2013 le leader du championnat le RC Toulon au Stade Chaban-Delmas. Après avoir mené 20-0 à la pause, les joueurs de Raphaël Ibañez humilient les Varois de Bernard Laporte et Jonny Wilkinson en gagnant finalement 41-0 devant 28 000 spectateurs. L'équipe de Bordeaux-Bègles propose un jeu séduisant, le demi d'ouverture Camille Lopez est appelé en équipe de France et les Girondins gagnent quatre points de bonus offensif lors des huit dernières journées de championnat pour finalement se sauver avec une douzième place, une place de premier non-relégable, qui condamne le SU Agen à la descente en Pro D2. 
Lors de la saison 2013-2014, les joueurs de Raphaël Ibañez font une bonne entame de championnat avec deux victoires 31-25 contre Toulouse et 21-20 contre le champion de France Castres pour une défaite 25-12 à CA Brive. Puis ils s'inclinent à domicile contre Montpellier 29-36. Après onze journées, ils comptent sept défaites dont une à domicile pour quatre succès. Le contrat qui lie Raphaël Ibañez et son équipe, pour 2012-2014, est prolongé de deux saisons supplémentaires jusqu'en juin 2016. « C'était mon souhait et leur souhait, simplement il fallait s'accorder un temps de réflexion, analyser la situation. On est conscient qu'on doit améliorer la situation. La manière, elle y est, manifestement ça travaille bien, puisqu'on voit qu'il y a des progrès à peu près à tous les niveaux » déclare alors Laurent Marti.
Lors de la douzième journée, les Bordelais-Béglais gagnent contre le Stade français 45-23 avec la manière puis s'imposent la journée suivante à l'extérieur à Biarritz (15-22). Bordeaux continue à bien jouer et est plus serein pour la suite de la saison : ils sont neuvièmes du championnat après la phase aller (treizième journée).
Lors de la vingt-et-unième journée, les Bordelais-Béglais gagnent contre l'ASM Clermont 26-16, ils peuvent prétendre terminer aux six premières places. Mais Toulon gagne 22-20 un match décisif à Bordeaux lors de la vingt-quatrième journée. Le club de Raphaël Ibañez termine à la huitième place du championnat 2013-2014.
Lors de la sixième journée de la saison 2014-2015, les joueurs de Raphaël Ibañez s'imposent 29-26 à La Rochelle le 20 septembre 2014. Les joueurs de Raphaël Ibañez gagnent contre les Brivistes 46-10 lors de la quatorzième journée et terminent l'année 2014 à la cinquième place du classement. Les Bordelais reçoivent le 21 février 2015 le champion de France le RC Toulon au Stade Chaban-Delmas et s'imposent 28-23, conservant les possibilités de se qualifier aux six premières places.
En avril 2015, à la suite de l'appel à candidature de la FFR pour le poste de sélectionneur du XV de France, il envoie son dossier pour obtenir ce poste. Il est auditionné en mai 2015 par la commission présidée par Pierre Camou chargée de désigner le successeur de Philippe Saint-André. Serge Blanco a avancé le nom de Raphaël Ibañez, ainsi que ceux de Fabien Galthié et de Guy Novès au rang des « gens qui auraient les compétences » le vendredi 27 mars 2015 quand le comité directeur de la FFR a arrêté le calendrier de nomination du sélectionneur. Le 31 mai 2015, la Fédération française de rugby à XV annonce officiellement que Guy Novès sera le prochain sélectionneur.
Battus à Toulouse 23-22 en manquant la pénalité de la victoire à la dernière minute, l'UBB termine à la septième place et ne joue pas les phases finales du championnat. Pour la première fois dans l'histoire de l'UBB, Raphaël Ibañez mène l'équipe girondine à la qualification pour la Coupe d'Europe pour la saison 2015-2016, après s'être qualifiée en barrage d'accession face à l'équipe anglaise de Gloucester RFC alors qu'il dispose seulement du onzième budget avec près de 15,3 millions d'euros.
En Challenge européen, le bilan de Raphaël Ibañez est moyen puisqu'en trois saisons, le club ne s'est jamais qualifié pour la deuxième phase.
Pour la saison 2015-2016, le budget prévisionnel annoncé évolue de 15,8 millions à 20 millions d'euros ; Raphaël Ibañez est toujours assisté de Régis Sonnes, chargé des avants et de l'Anglais Joe Worsley, chargé de la défense mais Vincent Etcheto, chargé des lignes arrières, est écarté au profit d'Émile Ntamack. Ibañez prolonge en novembre son contrat avec l'UBB pour trois saisons ; lors de cette annonce officialisée par le président Laurent Marti après la victoire 46-10 contre la Section paloise dans le cadre de la 9e journée de Top 14, son adjoint Worsley est aussi reconduit pour deux années, alors que Sonnes quittera le club girondin à l'issue de la saison. La première campagne des hommes de Raphaël Ibañez en Coupe d'Europe est honorable, l'UBB termine les matchs de poule en s'imposant à Clermont-Ferrand 37-28 ; le club compte le même nombre de points que le premier de poule, seul qualifié de ce groupe. Le 11 mars 2016, en championnat, l'UBB obtient un match nul 13-13 à Toulouse, un cinquième résultat positif à l'extérieur (victoire ou match nul) qui permet au club de conserver une place dans les six premiers. Il compte huit points d'avance sur le septième du classement à huit journées de la fin de la phase régulière. Jacques Brunel est annoncé comme entraîneur des avants pour la saison 2016-2017. Deux défaites à domicile contre Clermont-Ferrand (19-24) et le Racing 92 (20-28) compliquent la fin de saison. L'UBB de Raphaël Ibañez se qualifie à nouveau pour la Coupe d'Europe pour la saison 2016-2017 avec une septième place, le club manque les phases finales. Toutefois, le club compte le public le plus nombreux d'Europe.
En parallèle de ses fonctions à Bordeaux, il est choisi pour entraîner les Barbarians français aux côtés de Xavier Garbajosa, lors d'un match opposant le 24 novembre 2016 les Baa-Baas à une sélection australienne au stade Chaban-Delmas de Bordeaux.
Ibañez annonce le 13 mars 2017 qu'il quittera ses fonctions d'entraîneur d'un commun accord avec Laurent Marti à la fin de la saison. Alors que l'Union Bordeaux Bègles était classée au mois de novembre à la 2e place du championnat, elle se trouve au jour de l'annonce à la 9e place, et sort tout juste de six défaites successives ; en Coupe d'Europe, le club est éliminé au mois de janvier dès la phase de poules. En poste depuis 2012 avec le club girondin, il rompt ainsi son contrat prenant initialement fin en 2019 ; il reste néanmoins au sein du club jusqu'au terme de la saison, en exerçant toutefois des fonctions réduites.

#### Manager de l'équipe de France
Durant l'été 2019, il rejoint l'encadrement de la province de Thames Valley, au sud d'Auckland, qui évolue en deuxième division du championnat des provinces néo-zélandaises. Il souhaite découvrir l'organisation du rugby néo-zélandais de l'intérieur, et notamment les liens qui unissent le milieu scolaire et les clubs.
En avril 2019, le président de la Fédération française de rugby Bernard Laporte annonce que Raphaël Ibañez sera le manager de l'équipe de France de rugby à XV de 2020 à 2023. Il forme un binôme avec le nouveau sélectionneur Fabien Galthié,.
Pour son premier Tournoi des Six Nations en tant que manager, l'équipe de France réussit son entrée dans la compétition avec trois victoires dont la première face à l'Angleterre, vice-championne du monde en 2019. Elle s'incline cependant lors de la 4e journée face à l'Écosse. La fin de la compétition et la suite de la saison est perturbée par la pandémie de Covid-19. La tournée d'été est annulée et la tournée d'automne est remplacée par la fin du Tournoi et la Coupe des nations d'automne organisée pour compenser l'absence des équipes de l'hémisphère Sud en Europe en novembre. La France affronte les Fidji, l'Écosse et l'Italie en phase de poule.

## Palmarès de joueur

### En club
En seize ans au plus haut niveau, Raphaël Ibañez a inscrit à son palmarès une coupe d'Europe en 2007 et un titre de champion d'Angleterre en 2008. Il remporte également la coupe anglo-galloise en 2006 ainsi que le bouclier européen en 2002-2003.

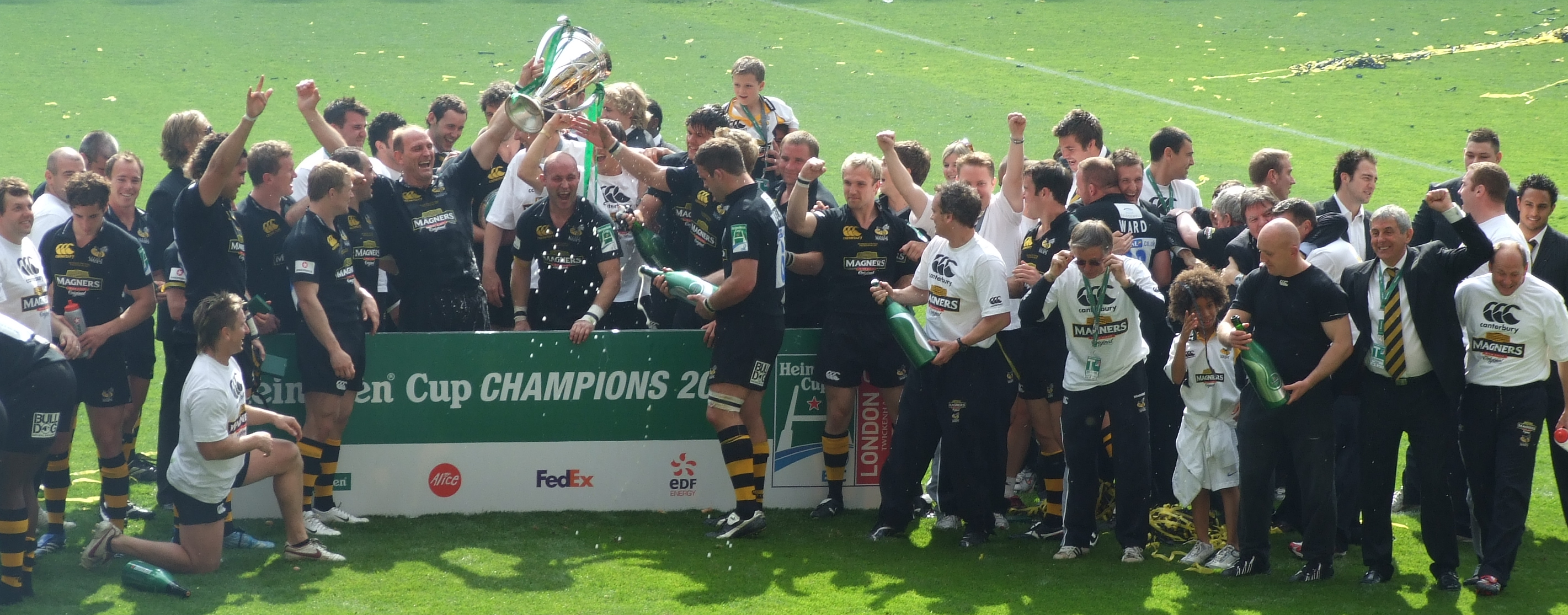
Les Wasps célèbrent leur victoire en Coupe d'Europe en 2007.
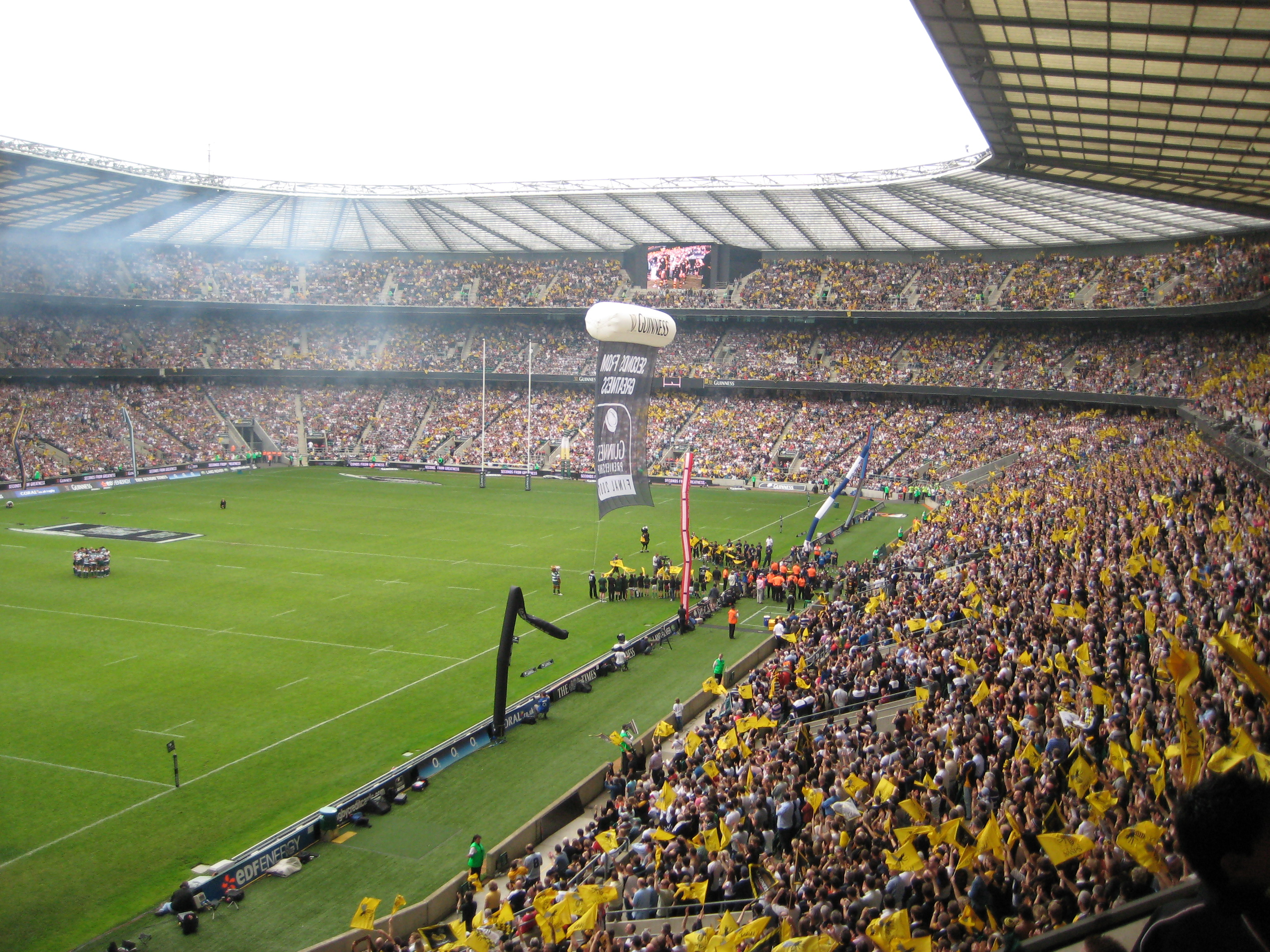
Raphaël Ibañez et ses coéquipiers remportent la finale du championnat 2008 26-16 à Twickenham.

### En équipe nationale

#### Coupe du monde
Raphaël Ibañez a participé à trois Coupes du monde, avec une place de vice-champion du monde 1999, et deux de quatrième en 2003 et en 2007.
| Édition          | Rang      | Résultats France | Résultats Ibañez | Matchs Ibañez |
| ---------------- | --------- | ---------------- | ---------------- | ------------- |
| Royaume-Uni 1999 | Finaliste | 5 v, 0 n, 1 d    | 5 v, 0 n, 1 d    | 6/6           |
| Australie 2003   | Quatrième | 5 v, 0 n, 2 d    | 4 v, 0 n, 2 d    | 6/7           |
| France 2007      | Quatrième | 4 v, 0 n, 3 d    | 3 v, 0 n, 3 d    | 6/7           |

Légende : v = victoire ; n = match nul ; d = défaite.

#### Tournoi
Raphaël Ibañez remporte quatre fois le Tournoi des Six Nations, dont à deux reprises avec un Grand Chelem, en 1998 et 2002, puis en 2006 et 2007.
| Édition           | Rang | Résultats France | Résultats Ibañez | Matchs Ibañez |
| ----------------- | ---- | ---------------- | ---------------- | ------------- |
| Cinq Nations 1996 | 3    | 2 v, 0 n, 2 d    | 0 v, 0 n, 1 d    | 1/4           |
| Cinq Nations 1998 | 1    | 4 v, 0 n, 0 d    | 4 v, 0 n, 0 d    | 4/4           |
| Cinq Nations 1999 | 5    | 1 v, 0 n, 3 d    | 1 v, 0 n, 3 d    | 4/4           |
| Six Nations 2000  | 2    | 3 v, 0 n, 2 d    | 3 v, 0 n, 2 d    | 5/5           |
| Six Nations 2001  | 5    | 2 v, 0 n, 3 d    | 2 v, 0 n, 3 d    | 5/5           |
| Six Nations 2002  | 1    | 5 v, 0 n, 0 d    | 5 v, 0 n, 0 d    | 5/5           |
| Six Nations 2003  | 3    | 3 v, 0 n, 2 d    | 3 v, 0 n, 2 d    | 5/5           |
| Six Nations 2006  | 1    | 4 v, 0 n, 1 d    | 4 v, 0 n, 0 d    | 4/5           |
| Six Nations 2007  | 1    | 4 v, 0 n, 1 d    | 4 v, 0 n, 1 d    | 5/5           |

Légende : v = victoire ; n = match nul ; d = défaite ; la ligne est en gras quand il y a Grand Chelem.

## Statistiques de joueur

### En club
Raphaël Ibañez a connu cinq clubs dans sa carrière. Lors des six saisons passées en Angleterre, il dispute 94 matchs toutes compétitions confondues et inscrit 15 essais (75 points). En particulier, dans toute sa carrière française et anglaise, il joue 59 matchs européens dont 39 en Coupe d'Europe au cours desquels il marque sept essais.

### En équipe nationale
Depuis sa première sélection en 1996, Raphaël Ibañez dispute 98 matchs avec l'équipe de France au cours desquels il marque 8 essais (40 points). Il participe notamment à neuf Tournoi des Six Nations (pour un total de trente-huit rencontres disputées) et à trois Coupes du monde (1999, 2003 et 2007) pour un total de dix-huit rencontres disputées en trois participations,.
En 2008, quand il annonce sa retraite internationale, Raphaël Ibañez est le troisième joueur le plus capé de l'histoire du rugby à XV français derrière Philippe Sella et Fabien Pelous et le talonneur le plus capé du monde. John Smit bat par la suite ce record,, avant d'être dépassé à son tour par Keven Mealamu.
Il est même désigné capitaine à 41 reprises en 1998 et 2007,, soit un seul capitanat de moins que Fabien Pelous (42 capitanats) qui est par la suite dépassé en juin 2014 par Thierry Dusautoir pour établir le record de capitanats du rugby à XV international français au nombre de 56 capitanats au terme de sa carrière internationale.

### Liste des essais internationaux
| Essai | Adversaire     | Stade                                  | Compétition    | Date               | Résultat |
| ----- | -------------- | -------------------------------------- | -------------- | ------------------ | -------- |
| 1     | Afrique du Sud | Parc des Princes, Paris                | Test match     | 22 novembre 1997   | Défaite  |
| 2     | Irlande        | Stade de France, Saint-Denis           | Cinq Nations   | 7 mars 1998        | Victoire |
| 3     | Roumanie       | Dinamo Stadium, Bucarest               | Test match     | 28 mai 2000        | Victoire |
| 4     | Roumanie       | Dinamo Stadium, Bucarest               | Test match     | 28 mai 2000        | Victoire |
| 5     | Fidji          | Stade Geoffroy-Guichard, Saint-Étienne | Test match     | 24 novembre 2001   | Victoire |
| 6     | Fidji          | Suncorp Stadium, Brisbane              | Coupe du monde | 11 octobre 2003    | Victoire |
| 7     | Irlande        | Croke Park, Dublin                     | Six Nations    | 11 février 2007    | Victoire |
| 8     | Namibie        | Stadium de Toulouse, Toulouse          | Coupe du monde | 16 septmenbre 2007 | Victoire |

## Statistiques d'entraîneur
Depuis son arrivée à la tête du club de l'Union Bordeaux Bègles en juin 2012, Raphaël Ibañez dirige l'équipe première sur un total de 32 rencontres par saison en moyenne pour :
- un bilan de 8 victoires, un match nul et 17 défaites, en championnat lors de la saison 2012-2013, six défaites en Challenge européen[141],
- un bilan équilibré de 13 victoires et 13 défaites, en championnat lors de la saison 2013-2014, 3 victoires et 3 défaites en Challenge européen[141],
- un bilan de 12 victoires et 14 défaites, en championnat lors de la saison 2014-2015[142], 3 victoires et 3 défaites en Challenge européen[143] et une victoire en barrage de Coupe d'Europe[111],
- un bilan de 14 victoires, 2 matchs nuls et 10 défaites, en championnat lors de la saison 2015-2016[144], 3 victoires et 3 défaites en Coupe d'Europe[145].

Le budget du club a oscillé entre la onzième et la treizième place les trois premières années.
| Championnat      | Équipe                | Phase régulière | Phase finale | Coupe d'Europe               | Résultats        |
| ---------------- | --------------------- | --------------- | ------------ | ---------------------------- | ---------------- |
| Top 14 2012-2013 | Union Bordeaux Bègles | 12e             | Non qualifié | Challenge européen 2012-2013 | Éliminé en poule |
| Top 14 2013-2014 | Union Bordeaux Bègles | 8e              | Non qualifié | Challenge européen 2013-2014 | Éliminé en poule |
| Top 14 2014-2015 | Union Bordeaux Bègles | 7e              | Non qualifié | Challenge européen 2014-2015 | Éliminé en poule |
| Top 14 2015-2016 | Union Bordeaux Bègles | 7e              | Non qualifié | Coupe d'Europe 2015-2016     | Éliminé en poule |
| Top 14 2016-2017 | Union Bordeaux Bègles | 11e             | Non qualifié | Coupe d'Europe 2016-2017     | Éliminé en poule |

## Style de joueur, critiques et reconnaissance
Joueur de basket-ball de formation,,, Raphaël Ibañez (surnommé « Rapha », ou « Raf » en Angleterre) est adroit, capable de lancer en touche à une main, caractéristique de son style. Il est posé, intelligent, charismatique. En 1998, quand il devient capitaine de l'équipe de France, il pèse 96 kg pour 1,78 m. Certains le trouvent un peu léger quand dès 1999, le poids moyen d'un joueur international des trois nations majeures de l'hémisphère Sud culmine à plus de 100 kg. Il prend de la masse musculaire en 2001 avec Castres pour peser 102 kg.
Il est satisfait d'être talonneur : « J'adore ce poste de talonneur. (…) Talonneur, c'est un peu le 4 × 4 de l'équipe, capable de s'adapter à toutes les situations. C'est un joueur qui est utile dans beaucoup de secteurs de jeu. On se trouve au milieu de la mêlée, en confrontation avec les adversaires, et c'est une vraie chance même si certains joueurs ne voudraient pas s'y trouver. C'est une chance parce qu'on peut sentir battre le pouls de l'adversaire et on peut aussi sentir les forces de son équipe ».
Les critiques ne manquent pas : Raphaël Ibanez rappelle qu'il a « déjà entendu tellement de trucs » : « Trop intelligent, trop beau, trop petit, trop maladroit. » « Une petite incompréhension. Les gens me prennent pour quelqu'un d'autre, alors que je suis quelqu'un de simple. Je suis assez discret, je n'ouvre pas mon cœur comme cela ». Raphaël Ibanez est capitaine des universitaires avant de rejoindre le XV de France. Depuis, il porte l'étiquette d' « intellectuel ».
Agustin Pichot, international argentin, témoigne : « Il est très franc, il ne biaise jamais, mais son trait de caractère le plus frappant est l'humilité. Cela lui assure le respect de nous tous. » Jo Maso ajoute en septembre 2007 : « Raphaël est un grand champion, il est sans doute le joueur le plus exemplaire du XV de France, il est extraordinaire, il est intelligent, il a la passion des autres, il fait partie des gens qui ont une réflexion permanente sur lui et sur le groupe et il est aujourd'hui dans la plénitude de ses moyens. »
À l'occasion de la cérémonie d'ouverture de la coupe du monde 2015 se déroulant au stade de Twickenham, les organisateurs de la compétition ont décidé de représenter chaque nation par un ancien joueur emblématique national. Raphaël Ibañez a alors été choisi pour représenter la France.

## Consultant sportif et autres activités

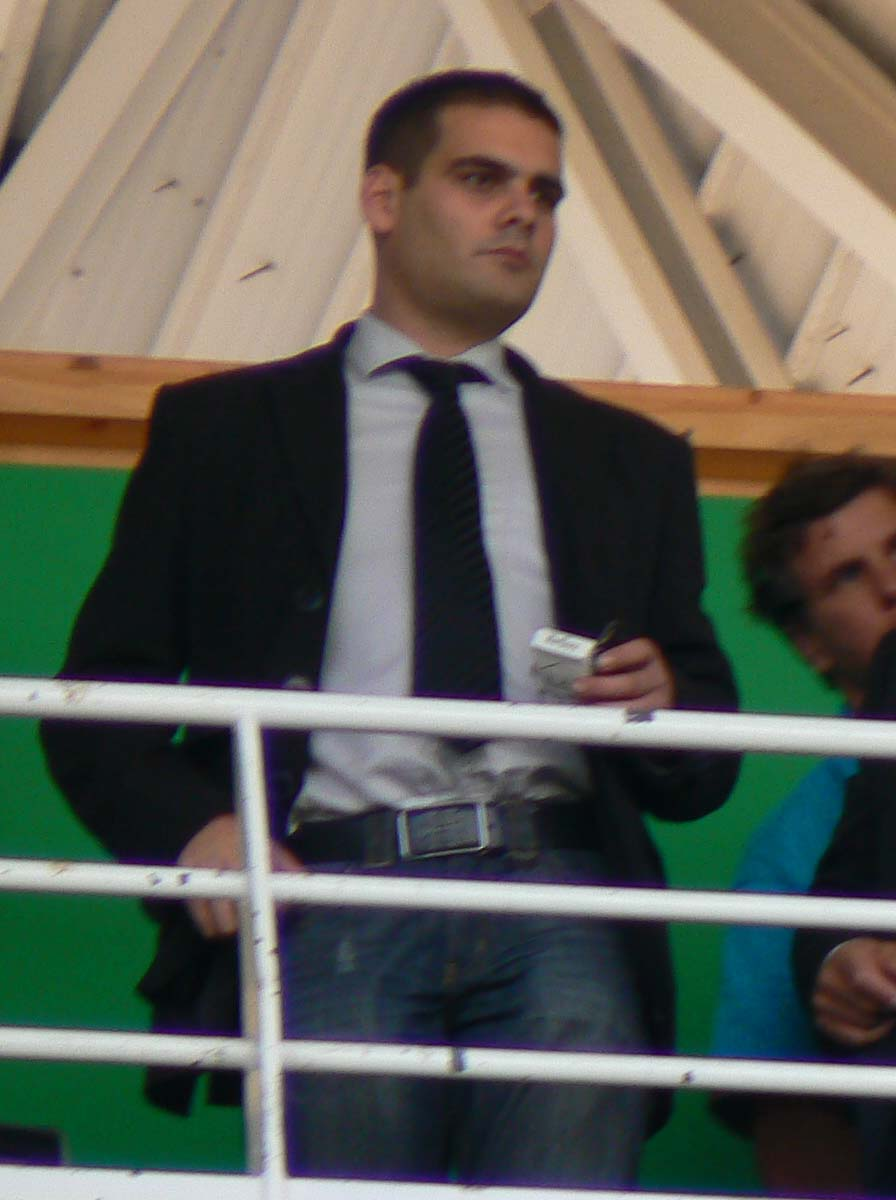
Matthieu Lartot et Raphaël Ibañez au stade Marcel-Michelin en octobre 2010.

Raphaël Ibañez obtient un baccalauréat A1 littéraire puis un Diplôme d'études universitaires générales (DEUG) à Toulouse en Sciences et techniques des activités physiques et sportives (STAPS) ; puis il s'inscrit à Bordeaux pour la licence STAPS et l'année du Certificat d'aptitude au professorat de l'enseignement du second degré (CAPES) pour faciliter la poursuite de sa carrière sportive au sein de l'US Dax.
En 1995, le rugby à XV devient officiellement professionnel, Raphaël Ibañez fait un choix entre la poursuite de l'enseignement de l'éducation physique et la pratique du rugby à XV de haut niveau professionnel.
Il commence en tant que consultant avec la BBC, couvrant en anglais les matchs de l'équipe de France lors du Tournoi des Six Nations, avant de signer avec Canal+ en 2009. Il commente des matchs de Top 14 et participe à l'émission Les Spécialistes rugby sur Canal+ Sport.
Il rejoint ensuite France Télévisions en 2010. Il commente avec Matthieu Lartot la Coupe d'Europe de rugby à XV de 2010, à 2019, la finale du Top 14 en 2011, la Coupe du monde 2011 et coprésente XV/15 durant le Tournoi des Six Nations de 2011 à 2019. En 2018-2019, il commente également des matchs du challenge européen sur France 4 au côté de Laurent Bellet.
Avec Olivier Brouzet, il propose à Dax des stages d'été de rugby.
Il a également écrit ou coécrit et préfacé plusieurs livres sur le rugby :
- Jean Cormier, Raphaël Ibañez et Frédéric Brandon, Le Rugby à bout de bras, Monaco/Paris, Éditions du Rocher, coll. « Documents », 25 janvier 2007, 175 p. (ISBN 978-2-268-06153-5)
- Jean-Pierre Dorian et Pierre Galy (préf. Raphaël Ibañez), La grande histoire du rugby, Paris, Nouveau Monde Éditions, coll. « Beau Livre LG », 30 août 2007, 383 p. (ISBN 978-2-84736-268-8)
- Raphaël Ibañez (préf. Jean Cormier), Les yeux dans les yeux, Monaco/Paris, Éditions du Rocher, coll. « Documents », 22 novembre 2007, 279 p. (ISBN 978-2-268-06392-8)
- Marc Large (préf. Raphaël Ibañez), Brèves du Sud-Ouest, féria, rugby et déconne, M. Large, Dax, coll. « Documents », 28 février 2008, 44 p. (ISBN 978-2-9523689-1-9)

En mai 2010, il entre dans le cabinet de Roselyne Bachelot, ministre de la Santé, de la Jeunesse et des Sports du gouvernement de François Fillon ; il est conservé par la nouvelle ministre, Chantal Jouanno. Quand Roselyne Bachelot intervient après la grève de Knysna, elle demande conseil auprès de Raphaël Ibañez et cite l'ancien capitaine avant un match contre les All Blacks : « Comment voulez-vous qu'on se souvienne de vous ? ».
Depuis sa jeunesse, Ibañez est passionné par la montagne, particulièrement par la randonnée pédestre et la pêche à la mouche,.

## Famille
Raphaël Ibañez épouse Sandra en 1995, la fille de Claude Dourthe. Ils ont quatre enfants, Clara, Mateo, Marie et Julian,,. Ses deux fils Mateo et Julian sont formés au rugby à l'US Dax, comme leur père ; ils intègrent plus tard les équipes espoirs du Stade toulousain,. Marie Ibañez, formée au Rugby Côte Sud Landes en tant que licenciée au Capbreton Hossegor Rugby au poste d'ailière, évolue également par la suite au Stade toulousain, faisant ses débuts en première division lors de la saison 2021-2022.
Il est également le beau-frère de deux joueurs côtoyés lors de sa carrière à l'US Dax, Richard Dourthe et Olivier Magne, respectivement les frère et mari de Marion Dourthe, elle-même sœur de Sandra Ibañez.
L'ailier Michel Arrieumerlou, évoluant sous le maillot dacquois dans les années 1960 et 1970, est son oncle.